# Protohermes albipennis
Protohermes albipennis là một loài côn trùng trong họ Corydalidae thuộc bộ Megaloptera. Loài này được Walker miêu tả năm 1853.